# 9714 Piazzismyth
9714 Piazzismyth è un asteroide della fascia principale. Scoperto nel 1975, presenta un'orbita caratterizzata da un semiasse maggiore pari a 3,1081664 au e da un'eccentricità di 0,0542497, inclinata di 19,53400° rispetto all'eclittica.
L'asteroide è dedicato all'astronomo britannico Charles Piazzi Smyth.